# Rio Cleciova
O Rio Cleciova é um rio da Romênia, afluente do Canalul Morilor, localizado no distrito de Arad.